# 银河系

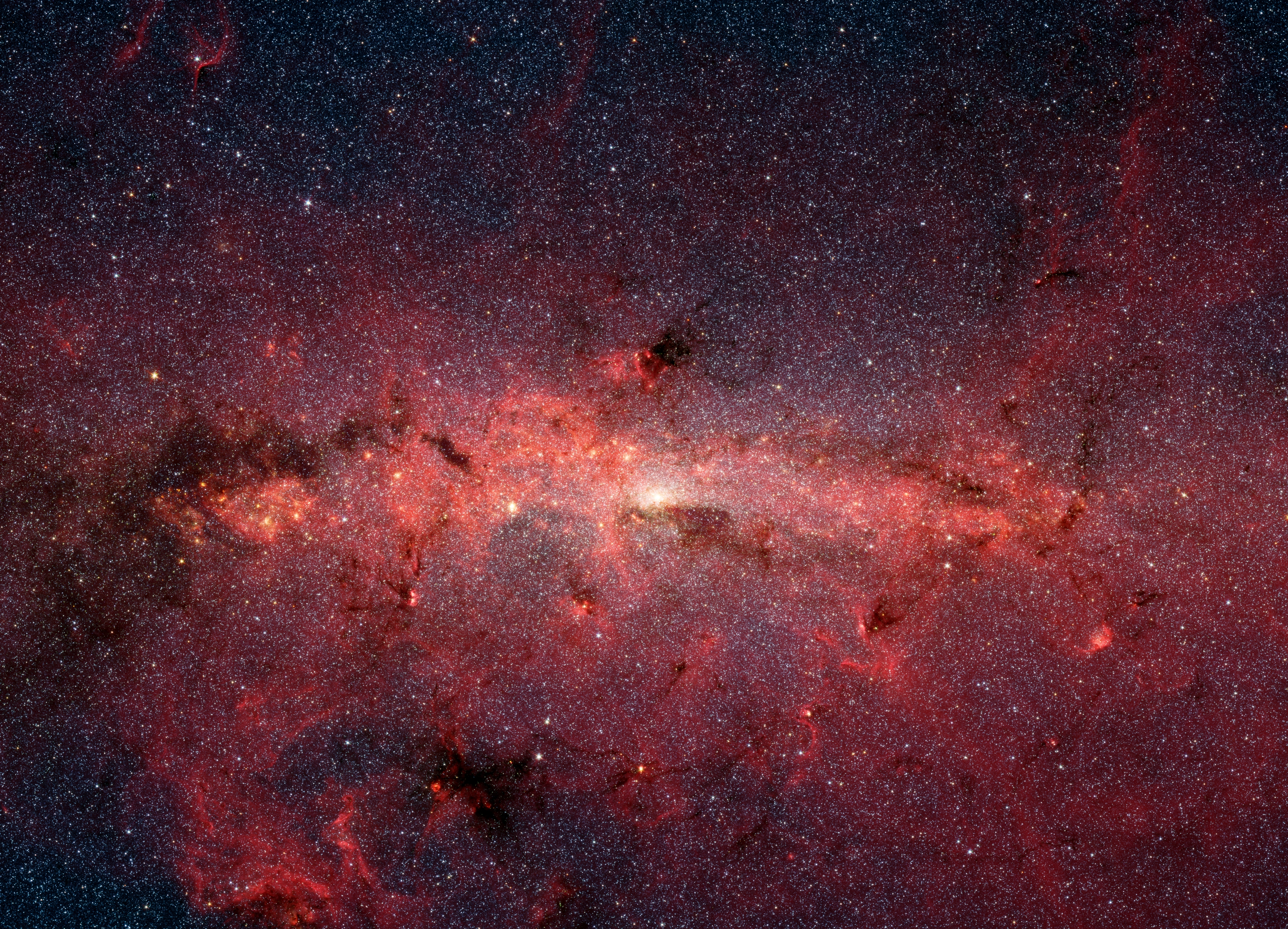
史匹哲太空望遠鏡拍摄的银河系中心图象

銀河星系（古稱银河、天河、星河、天汉、銀漢等）(英語 : Milky Way Galaxy)，是一個包含太陽系的棒旋星系。直徑介於100,000至180,000光年。
銀河星系大約擁有1,000億至4,000億顆恆星，和至少這個數量的行星。太陽系位於距離銀河中心約27,000光年（8.3 kpc）的半徑處，位於獵戶臂的螺旋臂的內側邊緣，獵戶臂是氣體和塵埃的螺旋形聚集地之一。在太陽的位置，公轉週期大約是2億4,000萬年。從地球看，因為是從盤狀結構的內部向外觀看，因此銀河系呈現在天球上環繞一圈的帶狀。在核心約10京公里的範圍內的恆星形成核球，並有著一或多根棒從核球向外輻射。銀河系中心處被標示為強烈的電波源，是一個超大質量黑洞，被命名為人馬座A*。在很大距離範圍內的恆星和氣體都以每秒大約220公里的速度在軌道上繞著銀河中心運行。這種恆定的速度違反了开普勒動力學，因而認為銀河系中有大量不會輻射或吸收電磁輻射的質量。這些質量被稱為「暗物質」。宇宙中预计约95%是暗物质。银河系预计会在40亿年后和仙女座星系相撞
銀河系有幾個衛星星系，它們都是本星系群的成員，作為室女超星系團的一部分，而後者又是拉尼亞凱亞超星系團的組成部分。
相對於河外參考系，整個銀河系以大約每秒 600 公里（每秒 372 英里）的速度移動。銀河系中最古老的恆星幾乎和宇宙本身一樣古老，因此可能是在大爆炸之後不久的黑暗時期形成的。

## 外觀

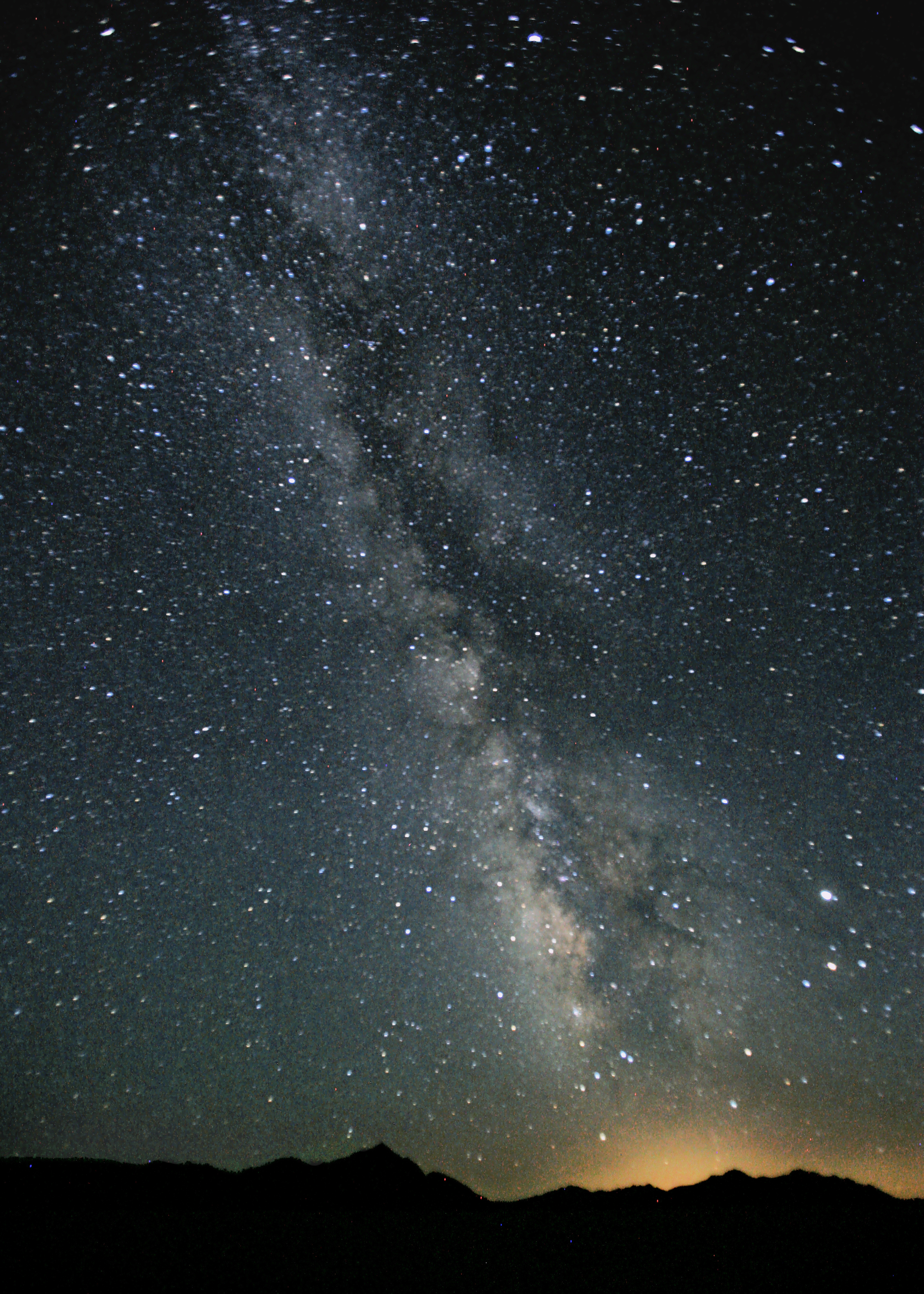
在內華達州不受光汙染的黑岩沙漠看見的在人馬座方向上的銀河（包括銀河中心）。在右下方是天蝎座，位於心宿二上方的亮星是木星。

銀河的某些地區可以看作是一条寬約30度的弧、畫過天空的朦朧光帶。然而，肉眼在天空各處看見的個別恆星，全都是銀河系的一部分。來自這條帶狀弧上的光，都是源自銀河平面上，肉眼不能解析的恆星和其它天體累積的光亮。黑暗的區域，像是大裂縫和煤袋星雲，是來自遙遠恆星的光被星際塵埃遮蔽的區域。天空中被銀河遮蔽的區域稱為隱帶。
銀河有著相對較低的面亮度。它的可見度會被背景光，像是光汙染或是來自月球的雜散光，大大的降低。需要每平方秒的亮度比20.2星等更黑暗的天空才能清楚的看見銀河。當肉眼可見的極限星等大約在+5.1等可以看見銀河，或更好的+6.1等，就可以看見許多的細節。這使得在明亮的都市或郊區很難看見銀河，但當月球在地平線下時，在沒有光汙染的鄉村地區看見的銀河就非常明顯。新的世界地圖顯示夜晚天空的人造光源亮度，由於光汙染的緣故，地球上超過三分之一的人不能在家園看見銀河。
從地球觀看，銀河系可見的盤面區域涵蓋的面積包括天空中的30個星座。銀河中心是銀河最亮的區域，其方向在人馬座。從人馬座，朦朧的白色光帶似乎傳遞到反銀心所在的御夫座。光帶然後繼續其餘的路徑回到人馬座附近，將天球分成兩個大致相等的半球。
銀河盤面相對於黃道（地球繞太陽公轉軌道的平面）傾斜約60度。相對於天球赤道，它向北遠達仙后座，向南則抵達南十字座，顯示地球的赤道平面和黃道相對於銀河盤面都有很大的傾斜。銀河北極位於赤經 12h 49m，赤緯 +27.4°（B1950），靠近周鼎一（后髮座β）；銀河南極在玉夫座α附近。由於這種高傾斜度，在一年中不同的時間，銀河的弧出現在天空中的位置可以很高，也可以很低。在地球上的北緯65度到南緯65度之間，銀河會一天經過觀測者的天頂兩次。

## 大小和質量

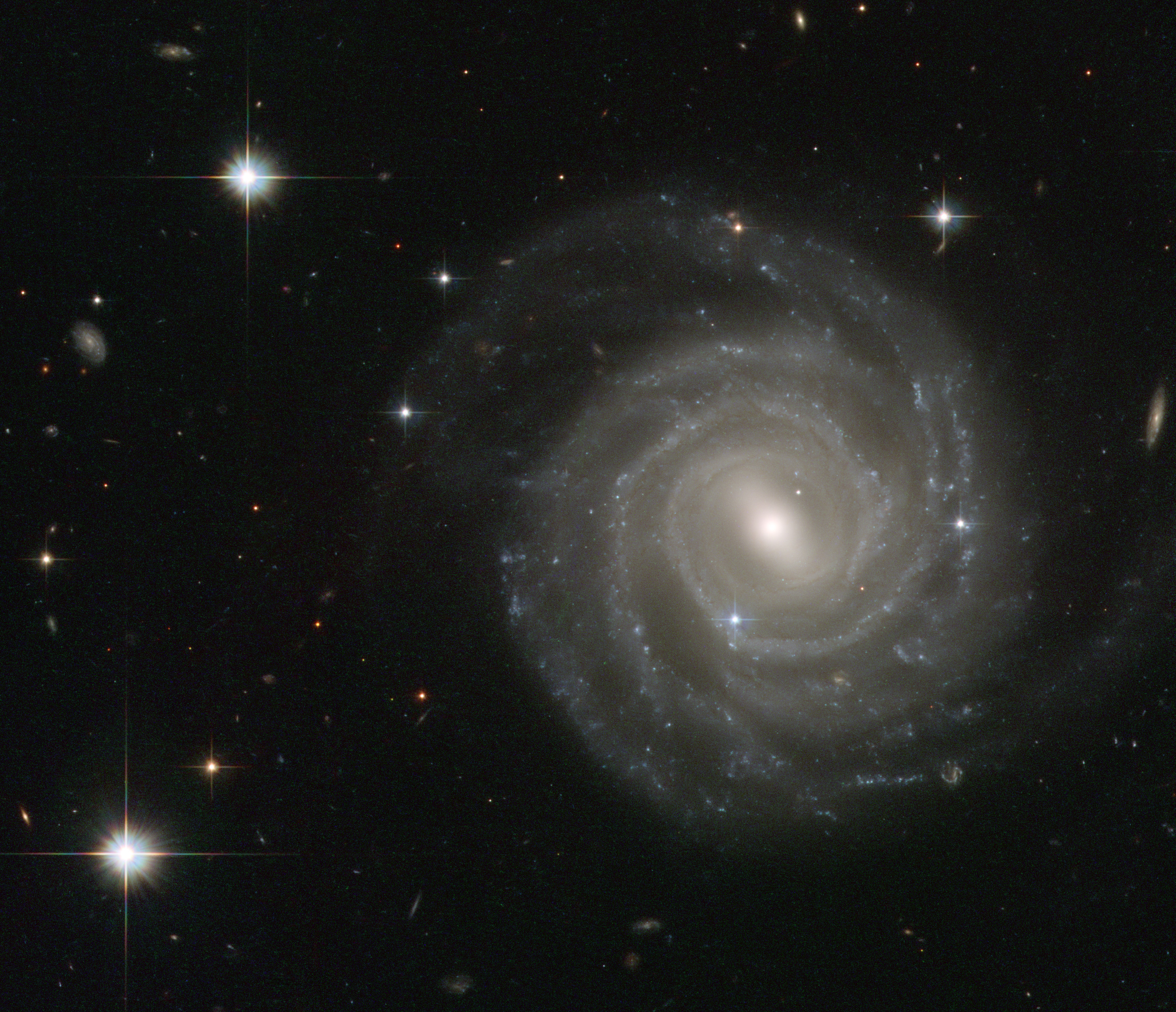
星系UGC 12158的照片。這是被認為是在外觀上最類似於銀河系的星系。

銀河系是本星系群第二大的星系，恆星盤面的直徑大約100,000 ly（30 kpc），平均厚度大約1,000 ly（0.3 kpc）。作為有形的銀河系大小規模比較，如果太陽到海王星的大小相當於25分的美金硬幣（24.3 mm（0.955英寸）），銀河系的大小則有如美國大陸。蕩漾在銀河平坦的盤面上下方，像環狀細絲包圍環繞著銀河系的恆星，可能都屬於銀河系的本身。如果是這樣，這意味著銀河系的直徑在 150,000—180,000光年（46—55千秒差距）。2020年的一项研究显示，银河系（包括其暗物质晕）的精确直径为584 ± 122 kpc (1.905 ± 0.3979 Mly)。

銀河系剖面的示意圖。

估計的銀河系質量各不相同，取決於使用的方法和資料。最低的估計值範圍，銀河系的質量是5.8×1011 太陽質量（M☉），略小於仙女座星系的質量。在2009年，使用超長基線陣列發現在銀河系外側邊緣的恆星速度達到254 km/s（570,000 mph）。因為軌道速度取決於軌道半徑內的總質量，使推測銀河系有更大的質量，大約與仙女座星系相當，在距離中心160,000 ly（49 kpc）的距離內，質量是7×1011 M☉。在2010年，測量暈星的徑向速度，發現在8,000秒差距內的質量是7×1011 M☉。根據2014年發表的一項研究，銀河系的總質量估計為8.5×1011 M☉，這大約是仙女座星系一半的質量。
銀河系的許多質量似乎是看不見且形式未知，但能和普通物質有引力交互作用的暗物質。暗物質暈相對均勻的分佈至距離銀河中心10萬秒差距處。銀河系的數學模型表明暗物質的質量是1–1.5×1012 M☉。最近的研究表明質量範圍可以大到4.5×1012 M☉ ，小到8×1011 M☉。
銀河系所有恆星的總質量估計在4.6×1010 M☉ 至6.43×1010 M☉之間。除了恆星之外，還有包括90%的氫和10%的氦組成的星際氣體，其中三分之二的氫是原子形式，其餘的三分之一是分子氫。這些氣體的質量相當於星系恆星總質量的10%至15% 。額外的星際塵埃佔氣體總質量的1%。

## 容量
銀河系包含的恆星數量在2,000億至4,000億顆之間，還有至少1,000億顆的行星。確切的數值取決於質量非常低的恆星，這些恆星很難被檢測得到，特別是距離太陽超過300 ly（90 pc）的。作為比較，鄰近的仙女座星系估計擁有1兆（1012）顆恆星。填充在恆星之間空間的，是被稱為星際介質的氣體和塵埃盤面。這個盤面的半徑至少相當程度的對應於恆星盤面的半徑，而氣體層的厚度從冷氣體的數百光年至熱氣體的數千光年。
在銀河系的恆星盤面，沒有在之外就沒有恆星的明確邊界。相對的，恆星的密度隨著與銀河中心距離的增加而遞減。大約在距離中心40,000光年（13,000秒差距），每立方秒差距的恆星數量掉落得比半徑的增加還快，而其原因還不了解。環繞在星系盤面周圍的是球狀的星系暈和恆星組成的球狀星團，並進一步的向外延伸，但大小受到兩個銀河的衛星星系，大、小麥哲倫雲的限制，它們的最接近銀河中心的距離大約是180,000 ly（55 kpc）。因此，這些物體可能是從銀河系的附近被逐出的。綜合銀河系的絕對視星等被估計大約是 -20.9等。
經由微引力透鏡和觀測行星凌日，顯示在銀河系內的恆星有許多有多顆行星，微引力透鏡的測量更顯示不被綁定的流浪行星比綁定行星的宿主恆星還要多。銀河系的每顆恆星至少擁有一顆行星，就會有1,000億至4,000億顆行星；依據克卜勒太空望遠鏡在2013年1月的研究，顯示克卜勒32有5顆行星。分析克卜勒在2013年1月的不同資料，估計在銀河系中至少有170億顆地球大小的系外行星 。在2013年11月4日，天文學家報告，基於克卜勒太空望遠鏡的資料，在銀河系的類太陽恆星和紅矮星的適居帶內，可能有多達400億顆地球大小的行星環繞著。估計可能有110億顆行星環繞著類似太陽的恆星運行。2016年的研究顯示，最接近的這類行星可能就在距離4.2光年之處。類似地球大小的行星可能比氣態巨行星更多。除了系外行星，也發現了在太陽系之外系外彗星，彗星在銀河系中可能也很常見。

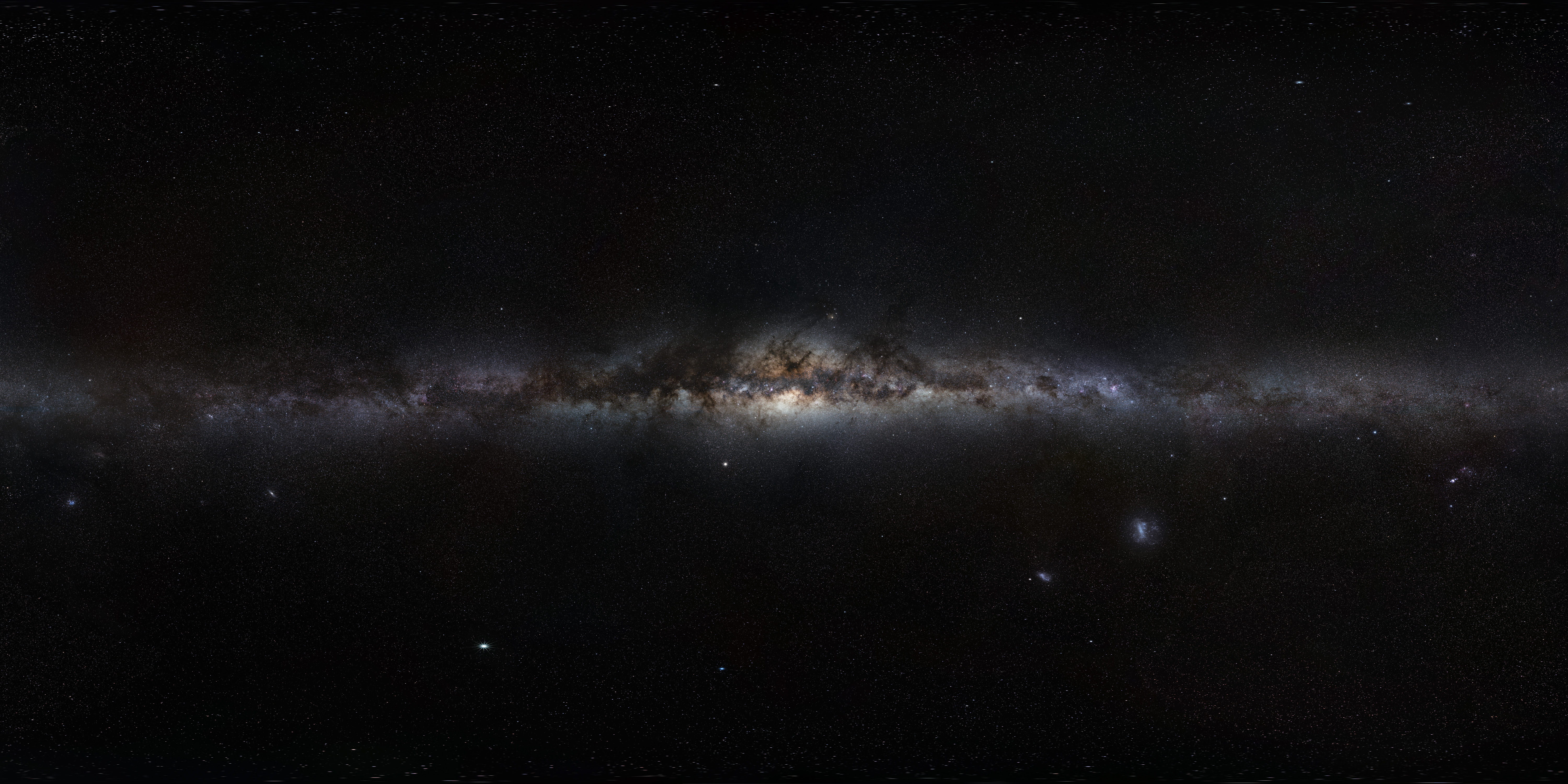
歐洲南方天文台拍攝的360度全景的銀河系圖（由照片馬賽克合成）。銀河系的中心在視野的中心，銀河的北方朝上。

## 結構
銀河系是由被氣體、塵埃和恆星組成的盤面，環繞著中央的棒狀核心區組成的星系。銀河系的質量分布與哈伯星系分類的Sbc極為相似，顯示這是一個螺旋臂結構相對鬆散的棒旋星系。在1990年代，天文學家開始懷疑銀河系是棒旋星系而不是一個普通的螺旋星系 。他們的懷疑在2005年被史匹哲太空望遠鏡的觀測證實，這表明銀河系中心的棒比之前預想的還大。

### 銀河象限
銀河象限，或銀河系的四象限，是指銀河系被分割成圓的四份的每一部分。在實際的天文學實務中，銀河象限的輪廓是根據銀河座標系統分割的：以太陽作為投影系統的原點。
使用序號來描述象限 －例如"第一銀河象限"， "第二銀河象限"，或"第三銀河象限"。從銀河北極鳥瞰，0度經線從太陽開始通過銀河中心，各象限如下：
- 第一銀河象限： 0° ≤ 經度 (ℓ) ≤ 90°[80]
- 第二銀河象限： 90° ≤ ℓ ≤ 180°[78]
- 第三銀河象限： 180° ≤ ℓ ≤ 270°[79]
- 第四銀河象限： 270° ≤ ℓ ≤ 360° (0°)[77]

### 銀心

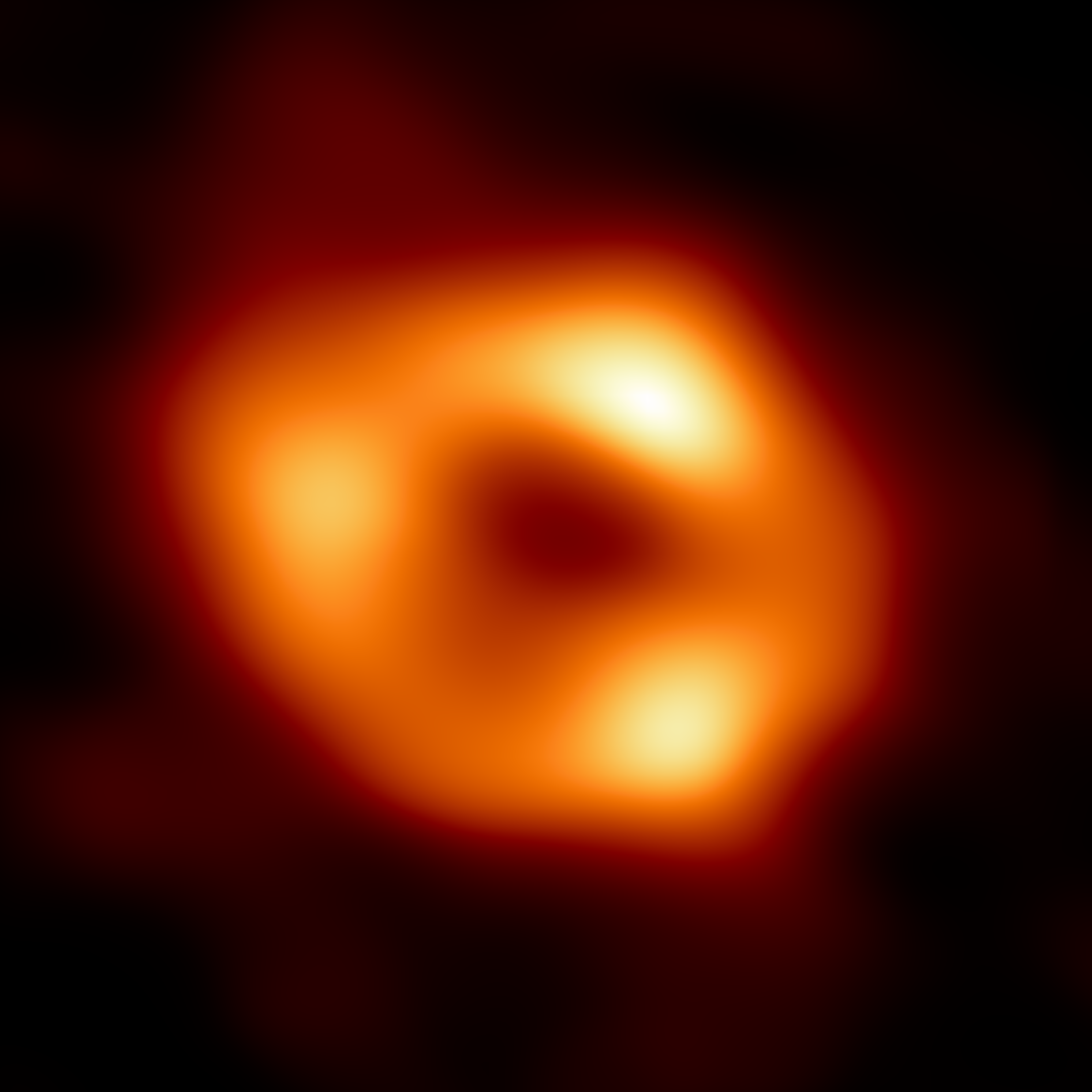
银河系中心的超大质量黑洞

太陽距離銀心約25,000—28,000 ly（7.7—8.6 kpc）。這個值是以幾何為基礎的方法，通過測量標準燭光天體，用不同的方法得到這些範圍近似但不同的數值。在內部的數千秒差距（大約10,000光年的半徑）是非常老的恆星密集區，大致成為球形，被稱為核球。由於先前的星系碰撞和合併，它曾經被認為沒有核球，取而代之的是由核心棒形成的假核球。
銀河系的中心被標示為稱為人馬座A*（顯著的人馬座A星）的強烈電波源。以人馬座A*為中心，圍繞著的天體運動規律顯示該處有個大質量的緻密天體。這種質量集中的最好解釋就是存在著超大質量黑洞（SMBH，supermass black hole），估計它的質量介於410–450萬太陽質量。 超大質量黑洞的吸積率符合估計值量約1×10−5 M☉ y−1的非活躍星系核。觀測顯示多數的正常星系中心附近都有超大質量黑洞。
銀河系棒的性質被積極地討論著，估計它的半長度是1至5 kpc（3,000—16,000 ly），而與從地球觀察銀河中心的視線方向呈現10-50度的角度。某些作者主張銀河系有兩根鮮明的棒，另一根位於其他的方向。然而，天琴座RR型變星的觀測未能檢出明顯的棒狀結構。棒可能被一個包含銀河系很大部分氫分子，稱為"5-kpc環"的環包圍著。從仙女座星系觀察，這個環會是銀河系最明亮的特徵。來自核心的X射線輻射與包圍著棒的大質量恆星和銀河脊有著一致的方向 。

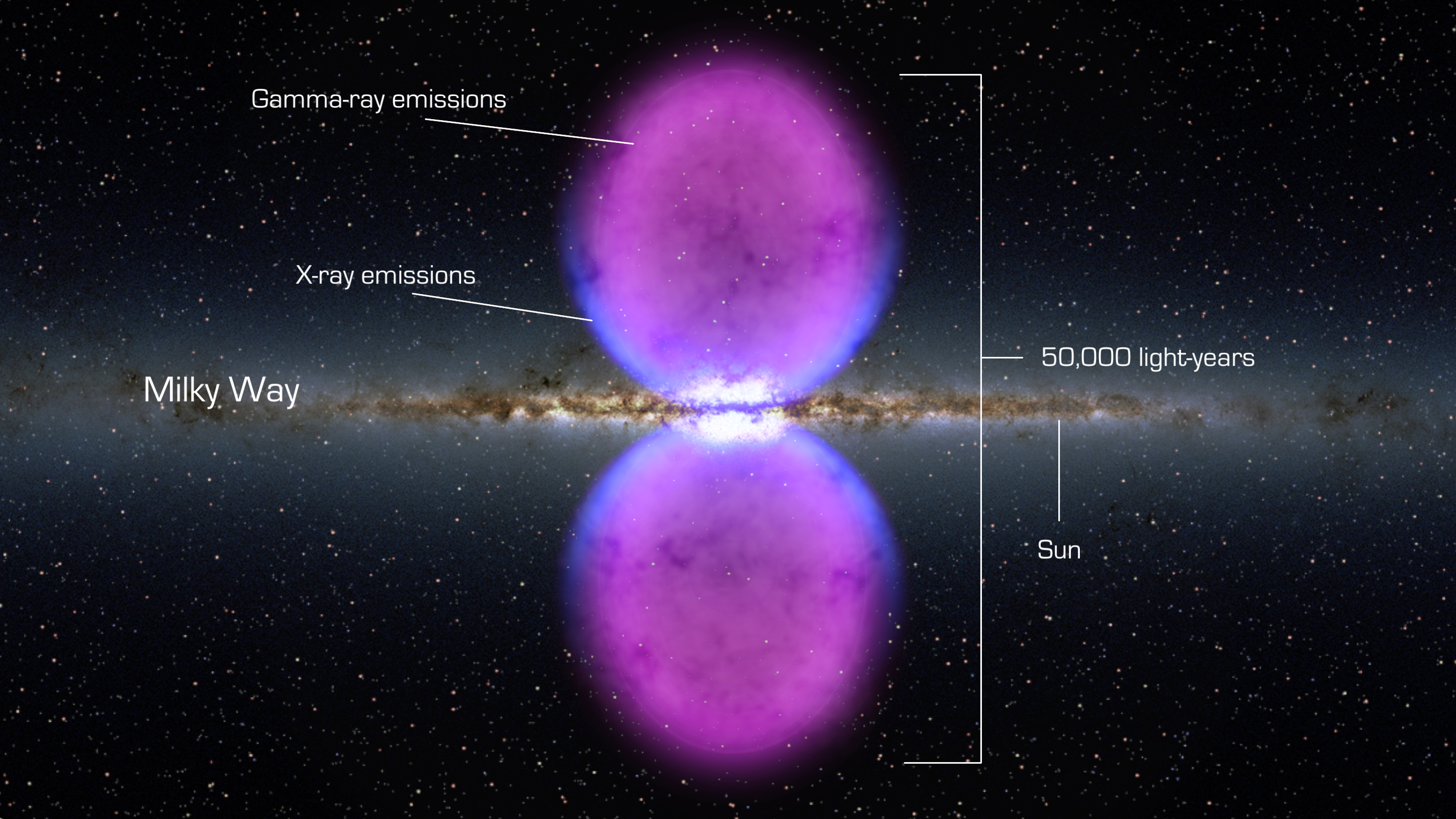
圖中的兩個巨大的泡沫（藍紫色）是來自銀河中心的X射線/伽瑪射線泡。

在2010年，使用費米伽瑪射線太空望遠鏡的資料發現有兩個巨大輻射高能量的球形氣泡，分別位於銀河核心的南部和北部。每個氣泡的直徑大約25,000光年（7.7千秒差距）；它們在南半球的夜空中延伸至天鶴座和室女座。之後，帕克斯天文台在電波頻率上的觀測確定費米氣泡的極化和相關聯的排放。 對觀測的最佳解釋是銀河系中心640 ly（200 pc）的恆星形成驅動磁化流導致的。
後來，在2015年1月5日，據NASA報導，觀測到一道來自人馬座A*的強烈X射線閃焰，比平時亮了400倍。這不尋常的事件可能是有一顆小行星落入黑洞中，或是人馬座A*的氣流擾動造成磁場線的糾纏造成的。

### 螺旋臂
外面的引力會影響銀河棒，銀河系盤面中的星際物質和恆星的結構被組合成4條螺旋臂。追蹤的電離氫區 和分子雲，顯示螺旋臂通常含有的星際物質和塵埃密度高於銀河系平均值，而且有更高的恆星形成濃度。
銀河系的螺旋結構還不確定，目前對於銀河臂的性質也還沒有共識。因為銀河系的螺旋臂經常有分支、合併、意外的扭曲，而有程度不一的不規則性，完美的對數螺旋模式只能粗略的描述太陽附近的特徵。可能的場景是太陽位在一個突臂或本地臂，強調這一點，並指出這些特徵可能不是唯一的，並且存在銀河系的其它地方。估計螺旋臂的俯仰角範圍為約7°到25°。它被認為有4條螺旋臂，全都開始於銀河系的中心附近。這些螺旋臂是依據它們在右圖中的位置命名，它們的名稱如下： 
| 顏色                        | 螺旋臂                              |
| --------------------------- | ----------------------------------- |
| 青色                        | 近3K臂和英仙臂                      |
| 紫色                        | 矩尺和外臂（連同2004年的發現擴展）) |
| 綠色                        | 盾牌-半人馬臂                       |
| 粉紅色                      | 船底-人馬臂                         |
| 至少有2小分支或突臂，包括： |                                     |
| 橙色                        | 獵戶-天鵝臂（包含太陽和太陽系）     |

這張圖是從銀河系"北"側鳥瞰觀測（實線）和外推（虛線）的螺旋臂結構，恆星通常是順時針方向移動。從太陽（上方中心）輻射出的灰色線列出相對應星座名稱的縮寫（三個字母）。

兩條螺旋臂，盾牌–半人馬臂和船底–人馬臂，在太陽軌道的內側對銀河系的中心有正切的點。如果螺旋臂包含高恆星密度，相較於恆星在盤面的平均密度，那數著咒切點附近的恆星，就可以探測得到。兩次近紅外光的調查，主要是對紅巨星敏感，不受塵埃消光，在盾牌–半人馬臂檢測到預測的過量，但是在船底–人馬臂卻沒有：盾牌–半人馬臂包含的紅巨星比預期多了約30%，但另一條臂卻欠缺。這樣的觀測顯示銀河系只擁有兩條主要的螺旋臂：英仙臂和盾牌–半人馬臂。其餘的螺旋臂含有過量的氣體，但是沒有多餘的老恆星。在2013年12月，天文學家發現，年輕的恆星和恆星形成區域與銀河系的4條螺旋臂相匹配。因此，銀河系似乎有兩條螺旋臂追溯老恆星，及4條螺旋臂追溯氣體和年輕的恆星。目前還不清楚對這種明顯差異的解釋。

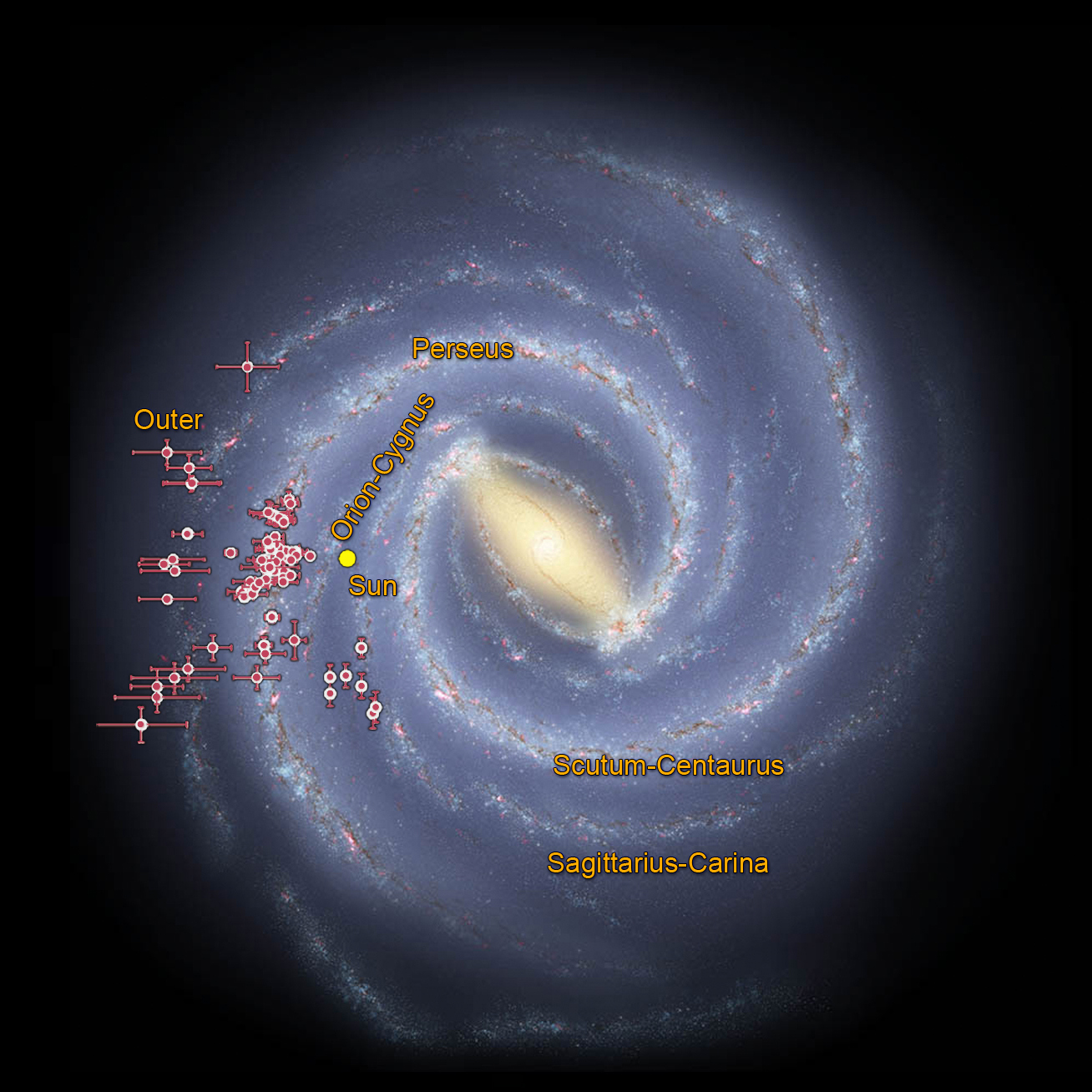
廣域紅外線巡天探測衛星檢測到用以追蹤銀河系螺旋臂的星團。

近3 kpc臂（也稱為擴大3kpc臂，或簡稱3kpc臂）是在1950年代被天文學家范沃爾登（van Woerden）和合作者通過測量氫原子氫線的電波發現的。它被發現從中央的核球已超過每秒50公里的速度在擴張。它坐落在第四銀河象限，距離太陽大約5.2Kpc，距離銀河中心約3.3Kpc。遠3kpc臂是天文學家湯姆爵士（哈佛-史密松 CfA）在2008年發現的。 它坐落於第一銀河象限，距離銀河中心約3Kpc（約94.6京公里）。
在2011年發表的模擬顯示，銀河系可能是與人馬座矮橢圓星系反覆碰撞而獲得其螺旋臂的結構。
銀河系也被認為包含兩種不同的螺旋臂：內部的是人馬臂，旋轉較快；另一個外層的是船底和英仙臂，旋轉的速度較慢，但是纏繞的較密實。在這種情況下，透過不同旋臂的動力學模擬數值建議，外層的模式會形成外假環，這兩種系統由天鵝臂連接。

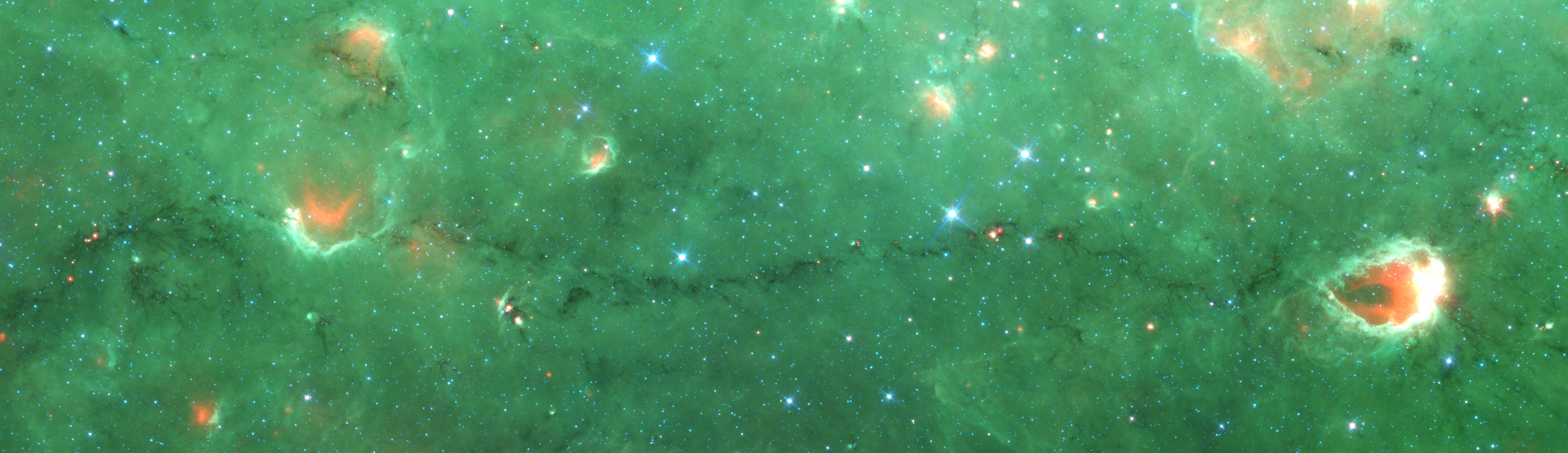
被稱為"尼斯"的長纖維分子雲可能形成盾牌–半人馬臂緻密的"脊樑"。

在主要的螺旋臂外面是麒麟座環（或外環），是數十億年前從其他星系撕裂的氣體環。然而，科學界的一些成員最近重申了他們的立場，斷言麒麟座環的結構只是由銀河系扭曲的厚盤產生的高密度區域，銀河系盤的結構沿"S"形彎曲。

### 銀暈
銀河的盤面被一個球狀的銀暈包圍著，估計直徑在250,000至400,000光年。由於盤面上的氣體和塵埃會吸收部份波長的電磁波，所以銀暈的組成結構還不清楚。盤面（特別是旋臂）是恆星誕生的活耀區域，但是銀暈中沒有這些活動，疏散星團也主要出現在盤面上。
銀河中大部分的質量是暗物質，形成的暗物質暈估計有5.8×1011M☉，以銀河為中心被聚集著。
新的發現使我們對銀河結構與維度的認識有所增加，隨著發現仙女座星系（M31）的盤面比以前想像的更遠，銀河系盤有向外延伸的可能性顯而易見。這可由最近新發現的證據支持 : 外環是由天鵝臂延伸出去的。 人馬座矮橢球星系的發現，與在環繞著銀極的軌道上的星系碎片，說明他因為與銀河的交互作用而被扯碎。同樣的，大犬座矮星系也因為與銀河的交互作用，使得殘骸在盤面上環繞著銀河。
在2006年1月9日，Mario Juric和普林斯頓大學的一些人宣佈，史隆數位巡天在北半球的天空中發現一片巨大的雲氣結構（橫跨約5,000個滿月大小的區域）位在銀河之內，但似乎不合於目前所有的銀河模型。他將一些恆星匯聚在垂直於旋臂所在盤面的垂線上，可能的解釋是小的矮星系與銀河合併的結果。這個結構位於室女座的方向上，距離約30,000光年，暫時被稱為室女座星流。
在2006年5月9日，Daniel Zucker和Vasily Belokurov宣佈史隆數位巡天在獵犬座和牧夫座又發現兩個矮星系。

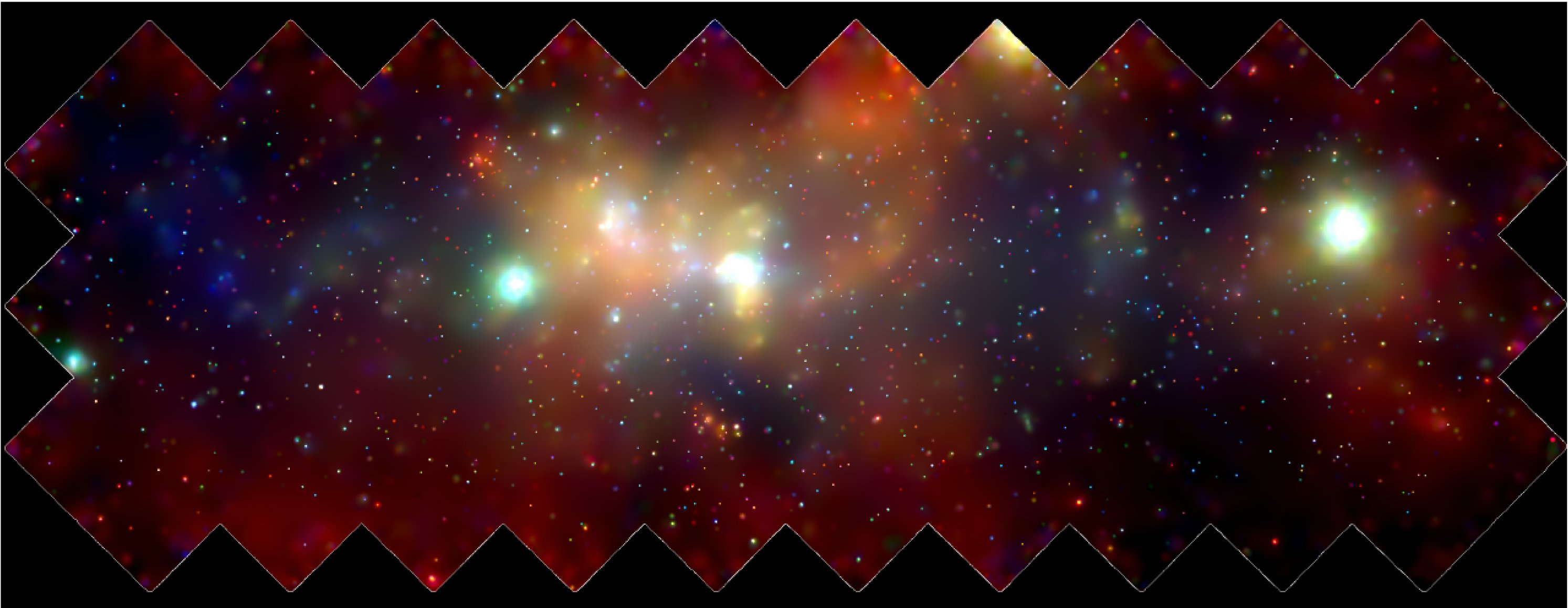
由钱德拉X射線天文台拍攝的照片組合成的X射線銀河

### 太陽的位置和近邻
太陽（包括地球和太陽系）位在獵戶臂靠近內側邊緣的位置上，在本星際雲中，距離銀河中心7.94±0.42千秒差距 我們所在的旋臂與鄰近的英仙臂大約相距6,500光年。 我們的太陽與太陽系，正位于在科學家所謂的適居帶。
太陽運行的方向，也稱為太陽向點，指出了太陽在銀河系內遊歷的路徑，基本上是朝向織女，靠近武仙座的方向，偏離銀河中心大約86度。太陽環繞銀河的軌道大致是橢圓形的，但會受到旋臂與質量分布不均勻的擾動而有些變動，我們目前在接近近銀心點（太陽最接近銀河中心的點）1/8軌道的位置上。

### 自轉及銀河年
太陽系大約每2.25—2.5億年在軌道上繞行一圈，可稱為一個銀河年，因此以太陽的年齡估算，太陽已經繞行銀河20—25次了。太陽的軌道速度是217km/s，換言之每8天就可以移動1天文單位，1400年可以運行1光年的距離。
至於銀河系的自轉方向，很多人誤以為那是順時針旋轉，那是誤解。因為黃道面與銀河系平面有60度角交錯，從地球上很難斷定銀河系之自轉軸何者為南，何者為北。
海頓天象館的8.0千秒差距的立體銀河星圖，正好涵蓋到銀河的中心。

## 年齡
依據歐洲南天天文台研究報告，估計銀河系年齡約為136億歲（1.36×1010年），幾乎與宇宙一樣老。
由天文學家Luca Pasquini、Piercarlo Bonifacio、Sofia Randich、Daniele Galli以及Raffaele G. Gratton所組成的團隊在2004年使用甚大望遠鏡的紫外線視覺矩陣光譜儀進行的研究，首度在球狀星團NGC 6397的兩顆恆星內發現鈹元素。這個發現讓他們將第一代恆星與第二代恆星交替的時間往前推進了2至3億年，因而估計球狀星團的年齡在134±8億歲，因此銀河系的年齡不會低於136±8億歲。

## 鄰居

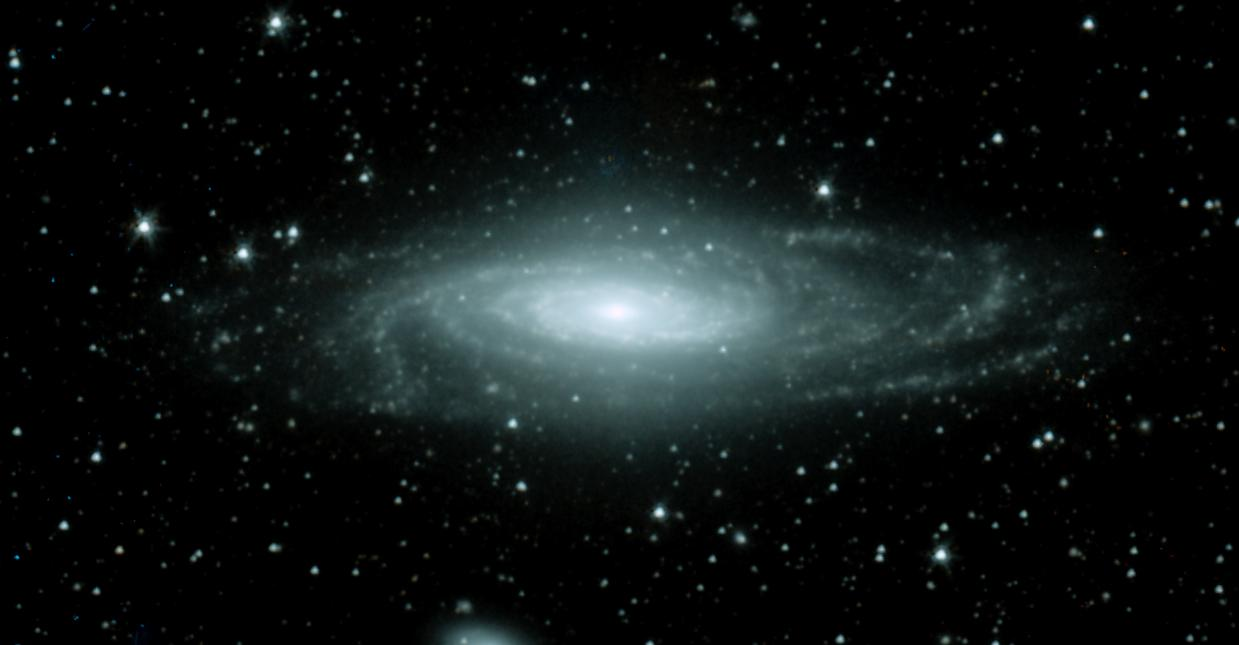
NGC 7331經常被視為「銀河的雙胞胎」，從銀河系之外回顧我們的銀河或許就是這個樣子。

銀河、仙女座星系和三角座星系是本星系群主要的星系，這個群總共約有50個星系，而本星系群又是室女座超星系团的一份子。
銀河被一些本星系群中的矮星系環繞著，其中最大的是直徑達21,000光年的大麥哲倫雲，最小的是 船底座矮星系、天龍座矮星系和獅子II矮星系，直徑都只有500光年。其他環繞著銀河系的還有小麥哲倫雲，最靠近的是大犬座矮星系，然後是人馬座矮橢圓星系、小熊座矮星系、玉夫座矮星系、六分儀座矮星系、天爐座矮星系和獅子I矮星系。
在2006年1月，研究人員的報告指出，過去發現銀河的盤面有不明原因的傾斜，現在已經發現是環繞銀河的大小麥哲倫雲的擾動所造成的漣漪。是在她們穿過銀河系的邊緣時，導致某些頻率的震動所造成的。這兩個星系的質量大約是銀河的2%，被認為不足以影響到銀河。但是加入暗物質的考量，這兩個星系的運動就足以對較大的銀河造成影響。在加入暗物質之後的計算結果，對銀河的影響增加20倍，這個計算的結果是根據马萨诸塞大学阿默斯特分校馬丁·溫伯格的電腦模型完成的。在他的模型中，暗物質的分布從銀河的盤面一直分佈到已知的所有層面中，結果模型預測當麥哲倫星系通過銀河時，重力的衝擊會被放大和加重。

## 穿過空間的速度
一般而言，根據愛因斯坦的狹義相對論，任何物體通過空間時的絕對速度是沒有意義的，因為在太空中沒有合適的慣性參考系統，可以作為測量銀河速度的依據。
因為各向宇宙微波背景輻射非常的均勻，只有萬分之幾的起伏，所以喬治·斯穆特想到一個方法，就是測量宇宙微波背景輻射有沒有偶極異向性。
在1977年，美國勞倫斯伯克萊國家實驗室的喬治·斯穆特等人，將微波探測器安裝在U-2偵察機上面，確切地測到宇宙微波背景輻射的偶極異向性，大小為3.5±0.6 mK，換算後，太陽系在宇宙中的運動速度約為390±60 km/s，但這個速度與太陽系繞行銀河系核的速度220 km/s方向相反，這代表銀河系核在宇宙中的速度，約為600多km/s。
有鑑於此，許多天文學家相信銀河以每秒600公里的速度相對於鄰近被觀測到的星系在運動，大部份的估計值都在每秒130～1,000公里之間。如果銀河的確以每秒600公里的速度在運動，我們每天就會移動5,184萬公里，或是每年189億公里。相較於太陽系內，每年移動的距離是地球與冥王星最接近時距離的4.5倍。銀河在空間中運動的方向是指向長蛇座的方向。

## 探索
虽然从非常久远的古代，人们就认识银河。但是对银河系的真正认识还是从近代才开始。
伽利略在1610年使用望遠鏡首先解析出環帶是由一顆顆恆星聚集而成。
1750年，英国天文学家赖特认为银河系是扁平的。1755年，德国哲学家康德提出了恒星和银河之间可能会组成一个巨大的天体系统；随后德国数学家郎伯特也提出了类似的假设。到1785年，英国天文学家威廉·赫歇耳绘出了银河系的扁平形体，并认为太阳系位于银河的中心。
1918年，美国天文学家沙普利经过4年的观测後，提出太阳系应该位于银河系的边缘。1926年，瑞典天文学家贝蒂尔·林德布拉德分析出银河系也在自转。
直到1920年代初期，多數天文學家還認為銀河包含了宇宙中全部的恆星。隨著1920年天文學家沙普利和柯蒂斯的大辯論，和經由愛德溫·哈伯的觀測，顯示銀河只是眾多星系中的一個。
一般认为，银河系中的恒星多为双星或聚星系統。而2006年的新发现认为，银河系的主序星中有2/3都是单星。

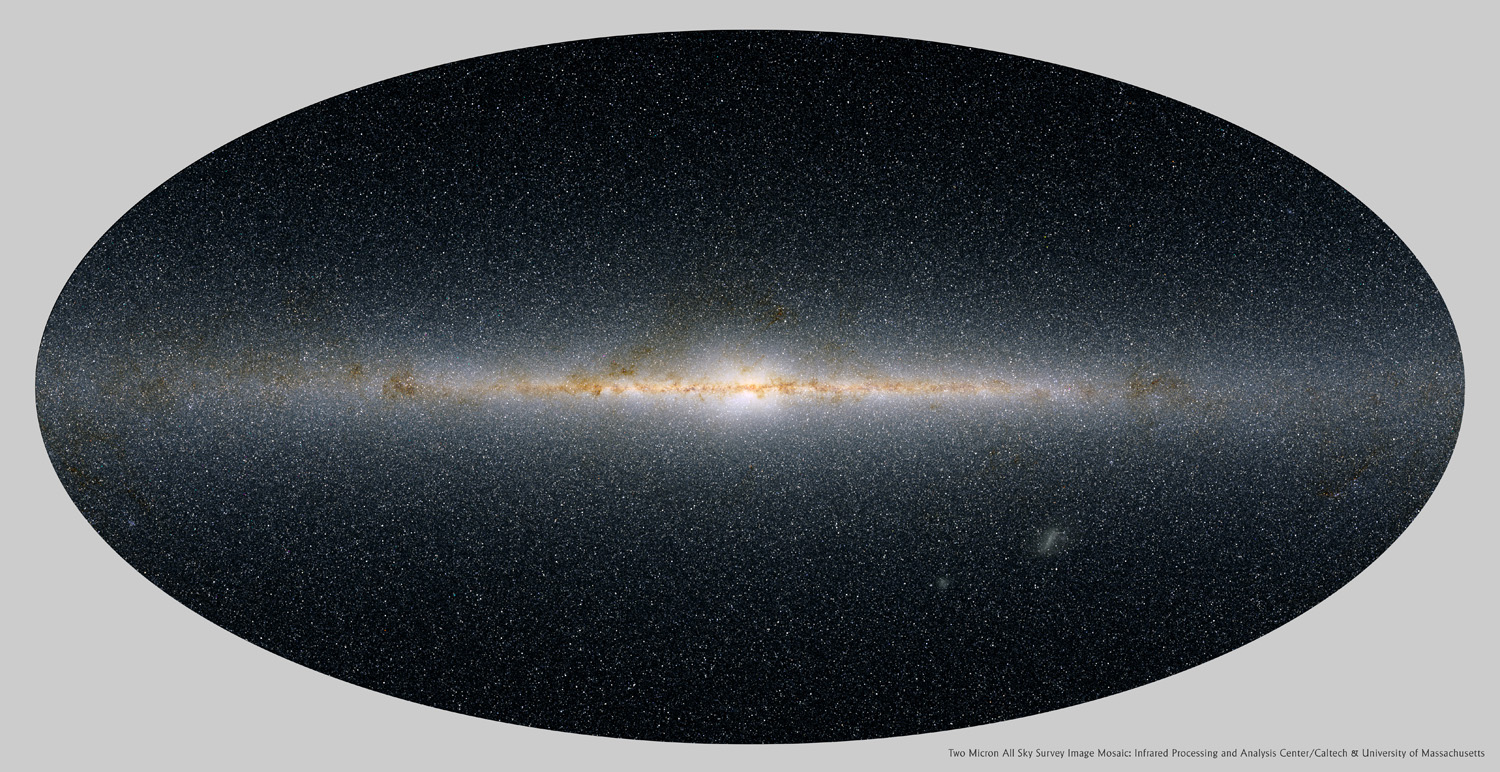
基于2MASS的观测数据的银河系红外线画像

## 神話
世界各地有許多創造天地的神話圍繞著銀河系發展出來。很特別的是，在希臘就有兩個相似的希臘神話故事在解釋銀河是怎麼來的。有些神話將銀河和星座結合在一起，認為成群牛隻的乳液將深藍色的天空染白了。在東亞，人們相信在天空中群星間的霧狀帶是銀色的河流，也就是所謂天河。
Akashaganga是印度人給銀河的名稱，意为“天上的恆河”。
依據希臘神話，銀河是赫拉在發現宙斯以欺騙的手法誘使他去餵食年幼的赫拉克勒斯因而濺灑在天空中的奶汁。另一種說法則是赫耳墨斯偷偷地將赫拉克勒斯帶去奧林匹斯山，趁著赫拉沉睡時偷吸她的奶汁，而有一些奶汁被射入天空，於是形成了银河。
在芬兰神話中，銀河被稱為鳥的小徑，因為他們注意到候鳥在向南方遷徙時，是靠著銀河來指引的，它們也認為銀河才是鳥真正的居所。現在，科學家已經證實了這項觀測是正確的，候鳥確實得依靠銀河來引導，在冬天才能到溫暖的南方陸地居住。時至今日，芬蘭語中的銀河依然使用Linnunrata這個字。
在瑞典，銀河系被認為是冬天之路，因為在斯堪的納維亞地區，冬天的銀河是一年中最容易被看見的。
古代的亞美尼亞神話稱銀河系為麥稈賊之路，敘述有一位神祇在偷竊麥稈之後，企圖用一輛木製的運貨車逃離天堂，但在路途中掉落了一些麥稈。
在中国，银河源于一段凄美的爱情故事。王母娘娘拔下头上的金簪一挥，一道波涛汹涌的天河就出现了。银河是沟通天界与人界的桥梁。牛郎和织女被隔在两岸，只能相对哭泣流泪。他们的忠贞爱情感动了喜鹊，千万只喜鹊飞来，搭成鹊桥，让牛郎织女走上鹊桥相会，王母娘娘对此也无奈，只好允许两人在每年七月七日于鹊桥相会。

## 未來
目前觀測認為仙女座星系（M31）正以每秒300公里的速度朝向銀河系運動，在30-40億年後可能會撞上銀河系。但即使真的發生碰撞，太陽以及其他的恆星也不會互相碰撞。這兩個星系可能會花上數十億年的時間合併成橢圓星系。而根据美国天文台的发现，史密斯云的边缘已经与银河系的气体发生作用并推开围绕银河的气体。银河系会对它施加一个潮汐力，使其分裂。大约2千万至4千万年之后，史密斯云的核心将会撞击银河系圆盘。

## 註解
1. ↑   另見波特尔暗空分类法。
2. ↑  銀河的中心位於人馬座的方向上。從人馬座，朦朦朧朧的白色光帶似乎向西通過天蠍座、天壇座、矩尺座、南三角座、圓規座、半人馬座、蒼蠅座、南十字座、船底座、船帆座、船尾座、大犬座、麒麟座、獵戶座、雙子座、金牛座，到在御夫座的反銀心。從那兒再經過英仙座、仙女座、仙后座、仙王座、蝎虎座、天鵝座、狐狸座、天箭座、天鷹座、盾牌座，返回到人馬座。
3. ↑  Karachentsev et al. give a blue absolute magnitude of −20.8. Combined with a color index of 0.55 estimated here, an absolute visual magnitude of −21.35 (−20.8 − 0.55 = −21.35) is obtained. Note that determining the absolute magnitude of the Milky Way is very difficult, because Earth is inside it.
4. ↑   For a photo see: . Chandra X-ray Observatory. Harvard-Smithsonian Center for Astrophysics. 2003-01-06  [2012-05-20]. （原始内容存档于2008-03-17）.
5. ↑  運動的速度總是需要與另一個物體比較才能量度

## 延伸阅读
[在维基数据编辑]
 《欽定古今圖書集成·曆象彙編·乾象典·天河部》，出自陈梦雷《古今圖書集成》
- Thorsten Dambeck in Sky and Telescope, "Gaia's Mission to the Milky Way", March 2008, p. 36–39.
- Cristina Chiappini, The Formation and Evolution of the Milky Way, American Scientist, November/December 2001, pp. 506–515（页面存档备份，存于）

## 外部連結
- Milky Way – 3D 圖 （页面存档备份，存于）
- Milky Way – 基礎平面圖 （页面存档备份，存于） – 包括旋臂和獵戶分支
- Milky Way – IRAS （紅外線天文衛星）巡天 （页面存档备份，存于） – wikisky.org
- Milky Way – Hα巡天 （页面存档备份，存于） – wikisky.org
- Milky Way – 多波段 （页面存档备份，存于） – 影像和VRML模型（NASA）
- Milky Way – 全景圖（90億畫素） （页面存档备份，存于）.
- Milky Way –模擬旅程 （页面存档备份，存于），南威爾斯大學
- Milky Way （页面存档备份，存于） – SEDS梅西爾網站
- Milky Way （页面存档备份，存于） – 紅外線影像
- Milky Way Video (02:37) – VISTA IR望遠鏡影像（2012年10月24日）  （页面存档备份，存于）
- Milky Way Video (06:37) – 實時（奧瑞岡；2016年9月17日） （页面存档备份，存于）
- 全天圖 – CMB輻射（普朗克；一年巡天）